# Fantasia per a piano (Beethoven)
Beethoven va escriure aquesta fantasia el 1809 i va ser publicada l'any següent, dedicada al compte Franz Anatol Brunsvik. Va ser composta posteriorment a les variacions op.76, a diferencia d'aquesta obra, a la fantasia, Beethoven plasma una visió renovada cap a aquest instrument.És la única fantasia que compongué Beethoven específicament per a piano i és considerada una improvisació magistral.
| «                                          | <<[…] la Fantasia op.77 és realmente un apoteosis de lo fantàstico. […] No és extraño, pues, que ninguna otra obra de Beethoven haya conseguido despertar opiniones tan encontradas: […] desde el descredito más absoluto hasta la fascinación que, […] le han profesado importantes figuras del pasado u del presente.>> | » |
| — Luca Chiantore, Beethoven al piano p.230 | |   |

## Estructura
L'originalitat del la fantasia resideix en l'efecte sonor, predomina la repetició d'un mateix patró com a element estructural de nombrosos passatges, les modulacions inesperades i allunyades de l'estil tradicional, són recurrents. L'estil d'improvisació de Beethoven queda plasmat en aquesta composició. On l'efecte sorpresa és un element clau per al desenvolupament del discurs musical, pretén jugar a trencar amb les expectatives del públic, tant a nivell dinàmic com tècnic. La fantasia traça un discurs inestable, inquiet, obscur, desenvolupat a partir dels canvis constants temàtics i tonals, caracteritzats per les "mutacions harmòniques".
A la primera secció de la fantasia es presenten un conjunt d'idees musicals contrastades entre elles. Cada tema es caracteritza per l'ús d'un element musical que el defineix. Per exemple: el primer dels temes es basa en la figura retòrica del “sospiratio”, el segon s'inspira en una melodia popular i el darrer d'aquesta secció presenta un caràcter agitat en tonalitat menor. Els passatges d'escales i d'arpegis indiquen els moments de transició. << […] en tan solo doce sistemas Beethoven supo concentrar tantas ideas que bastarían para dar a luz a una improvisación aún más amplia que la pròpia Fantasía op.77>>
La segona secció de la fantasia es basa en un conjunt de variacions en si B Major sobre un tema breu. La darrera variació enllaça amb el tema inicial de la fantasia.
<< La fantasia puede verse fàcilment como una reflexión sobre elementos de tipo tècnico: escales […], arpegios […], octaves, octaves partidas>>. Carl Czerny cità aquesta fantasia al seu tractat d'improvisació Anleitung zum Fantasieren com a exemple de <<capriccio>> i no com una fantasia sobre temes diversos. Emfatitza la juxtaposició d'idees per sobre del desenvolupament i de la integració de tots els seus elements.L'estructura de l'obra és un exemple de "tonalitat progressiva"

## Seccions
La fantasia està escrita en un sol moviment: (245 compassos)
- Allegro/Poco adagio, 4/4, Sol menor 
- Allegro, ma non troppo, 6/8, Si bemoll major
- Allegro con brio, 2/4, Ré mineur 
- Adagio, 2/4, La bemoll major 
- Presto, 2/4, Si menor 
- Allegretto, 2/4, Si major
Ronda els 10 minuts d'interpretació

## Origen
<<Un pianista extranjero que lo había escuchado, le pidió que le diera un tema sobre el cual improvisar. Beethoven […] se fue al piano, tocó una escala en distintas octavas,en sentido ascendente, y volvió a sentarse riendo. El extranjero pidió de nuevo un tema. <<Os lo he dado ya>>, dijo Beethoven. <<¿Qué? ¿Éste sería el tema?>> <<¡ Seguro! Y muy bueno, además.>> El artista, confundido, tuvo que improvisar como mejor pudo. Poco después salió la Fantasia op.77 de Beethoven, que està basada sobre una de estas escalas y es el producto de un momento de buen humor de Beethoven.>>
Existeixen esbossos previs, que recullen la idea principal sobre la qual realitzaria les seves improvisacions abans que publiques la fantasia.
La fantasia s'assembla molt a la de Ph. E. Bach Fortune. (Allgemeine Musikalische Zeitung)

## Discografia
- Artur Schnabel, 1937 (Naxos)
- Rudolf Serkin, 1947 (Music & Arts)
- Alfred Brendel, 1961 (Vox Records)
- Hans Richter-Haaser, 1964 (EMI)
- Rudolf Serkin, 1970 (Sony)
- Jörg Demus, 1974 (DG)
- Ronald Brautigam, 1984 (Etcetera)
- Melvyn Tan, 1989 (EMI « Reflexe » / Virgin Classics)
- Abdel Rahman El Bacha, 1993 (Forlane)
- Gianluca Cascioli, 1997 (DG)
- Michael Schäfer, 2003 (Harmonia Mundi)
- Georg Friedrich Schenck (en), 2006 (Brilliant Classics)
- Enllaços disponibles de més intèrprets a la secció "Enllaços d'interés")